# Zofia meklemburska
Zofia meklemburska, duń. Sophie af Mecklenburg (ur. 4 września 1557 w Wismar, zm. 4 października 1631 w Nykøbing Falster) – królowa Danii i Norwegii. Jej ojcem był książę Meklemburgii-Güstrow Ulryk III (1527–1603), matką Elżbieta duńska (1524–1586), przyrodnia siostra króla Danii Chrystiana III.

## Małżeństwo
W 1571 roku z wizytą do Kopenhagi przybyła ciotka Fryderyka II, Elżbieta duńska, ze swym mężem, księciem Meklemburgii-Güstrow, Ulrykiem III, oraz ich 14-letnią córką Zofią, którą zainteresował się król Danii. Do zawarcia małżeństwa potrzebne jednak było orzeczenie wydziału teologicznego Uniwersytetu Kopenhaskiego, z powodu bliskiego pokrewieństwa przyszłych narzeczonych. Pozwolenie zostało udzielone i po krótkim narzeczeństwie doszło do zawarcia małżeństwa. Ślub Zofii z królem Danii Fryderykiem II miał miejsce 20 lipca 1572 w Kopenhadze, a następnego dnia nowa duńska królowa została ukoronowana w katedrze kopenhaskiej.
Małżeństwo to, co nie było niczym wyjątkowym w tamtych czasach, było aranżowane i oparte na rachubach dynastyczno-politycznych. Mimo tego i mimo różnicy wieku dzielącej małżonków pożycie tej pary było szczęśliwe. Królowa często towarzyszyła mężowi w licznych podróżach po kraju i oddawała się głównie życiu rodzinnemu. Król, kiedy podpisywał się FS, twierdził, że nie oznacza to Fredericus Secundus, lecz Fredericus & Sophia.

## Regencja
Do śmierci męża Zofia nie odgrywała większej roli w życiu publicznym. Po jego odejściu przejęła regencję krajem w imieniu małoletniego syna Chrystiana IV. Postarała się o niemieckich nauczycieli dla młodego króla i za jej przyczyną doszło do wszechobecności niemczyzny na dworze, czemu niechętni byli reprezentanci rady regencyjnej współrządzącej z królową. Zofia bardzo zręcznie lawirowała finansami państwa, odciągając z nich co się dało do kiesy królewskiej. Panoszenie się królowej doprowadziło do napiętych stosunków między nią z jednej strony a synem i radą regencyjną z drugiej. Z radą regencyjną była w stanie ciągłej wojny. Po osiągnięciu pełnoletniości Chrystian IV nakazał matce opuszczenie dworu i osiedlenie się w jej własnym zamku w Nykøbingu na południu Danii. Zofia musiała pogodzić się z porażką i faktem, że jej syn nie jest już dzieckiem, którym może kierować. Po roku doszło do pojednania między matką a synem.

## Wygnanie
Na wygnaniu w Nykøbingu, gdzie królowa żyła w dobrach zapisanych jej przez męża, zajmowała się uprawą ziół leczniczych i gromadzeniem pieśni ludowych. Wespół z pastorem Andersem Vedelem wydała w 1591 pierwszy zbiór duńskich pieśni ludowych w formie książkowej, dzięki czemu przyczyniła się do ocalenia części duńskiej spuścizny narodowej. Przebudowała zamek w Nykøbingu i założyła w nim galerię obrazów. Królowa wiele podróżowała, wraz z dworem liczącym około 200 osób i sporym ekwipunkiem. Interesowała się wieloma rzeczami, w tym astronomią. Jeszcze za życia męża odwiedziła obserwatorium astronomiczne Tycho Brahe na wyspie położonej w Sundzie. Była zręcznym administratorem swoich dóbr i łatwo pomnażała swoje zasoby finansowe, udzielając oprocentowanych pożyczek swojemu synowi oraz licznym książętom.
Ówcześni opisywali królową jako wymagającą osobę i surową matkę, o niedyplomatycznym i nieelastycznym charakterze, skupioną na sprawach materialnych. Zmarła jako najbogatsza kobieta Europy. Olbrzymi spadek (szacowany na 5,5 miliona rigsdalerów) stał się kością niezgody dla jej dzieci. Chrystian IV był w chwili śmierci matki zadłużony u niej na niebagatelną wówczas sumę 2 milionów rigsdalerów. Zofia pozostawiła też olbrzymie piwnice pełne wybornych win. Zasoby te nie zostały wyczerpane w czasach Chrystiana IV i korzystali z nich jeszcze Szwedzi podczas okupacji Danii w II połowie XVII wieku. Królowa często narzekała na złe relacje z synem. Oboje mieli dominujące i władcze osobowości, więc ułożenie harmonijnych stosunków między nimi było mało prawdopodobne.

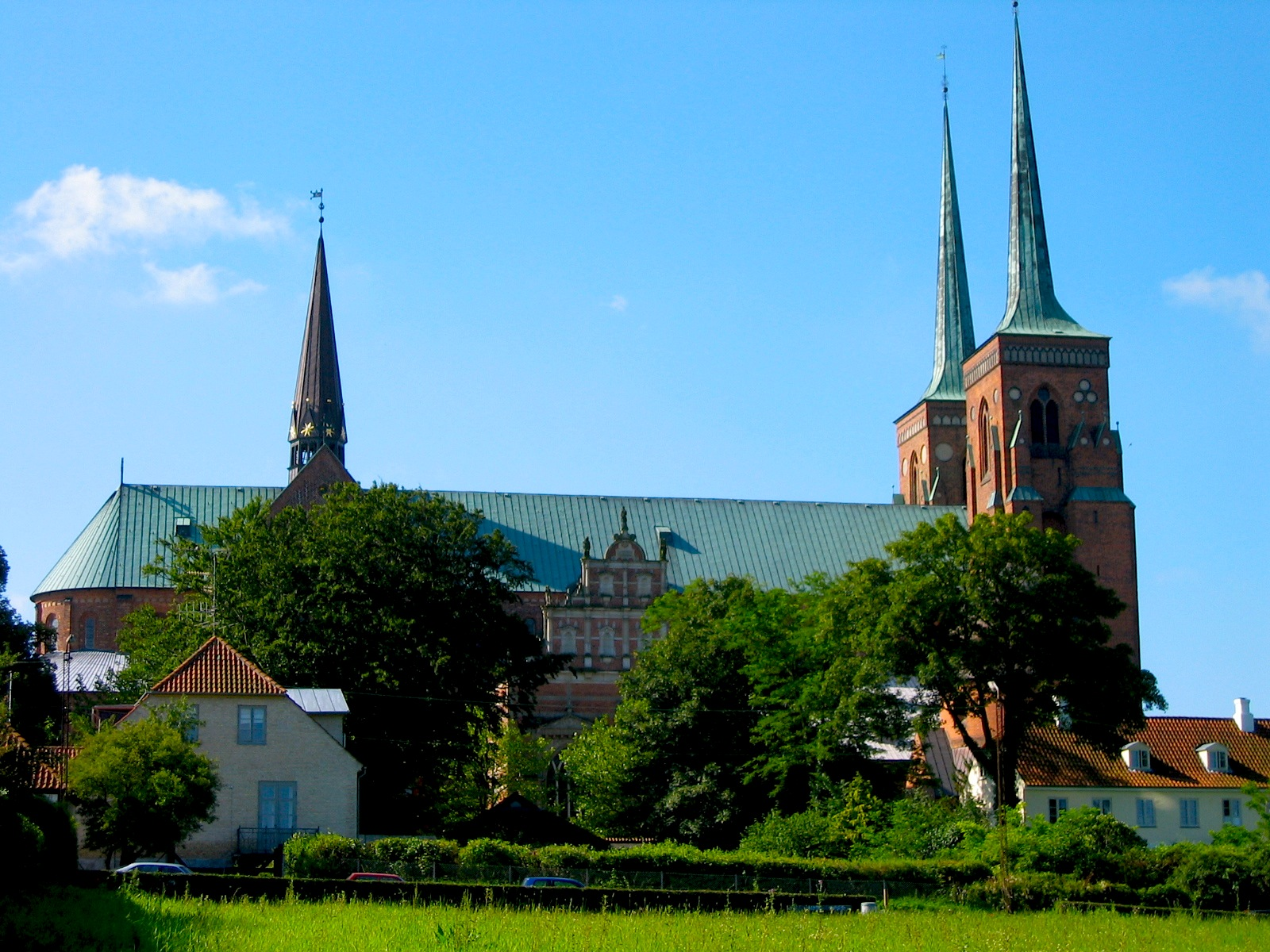
Katedra w Roskilde, gdzie została pochowana królowa Zofia meklemburska

Królowa Zofia zmarła w swoich dobrach w Nykøbing na wyspie Falster i została pochowana u boku męża w katedrze w Roskilde.

## Potomstwo
Ze związku Zofii i Fryderyka II na świat przyszło następujące potomstwo:
- Elżbieta (1573–1626), żona Henryka Juliusza, księcia Brunszwiku-Wolfenbüttel
- Anna (1574–1619), późniejsza królowa Szkocji
- Chrystian IV (1577–1648)
- Ulryk (1578–1624), biskup Schwerina
- Augusta (1580–1639), żona Jana Adolfa, księcia Szlezwiku-Holsztyna-Gottorp
- Jadwiga (1581–1641), żona Chrystiana II, elektora saskiego
- Jan (1583–1602), zaręczony z Ksenią, córką Borysa Godunowa.